# 孀婦岩

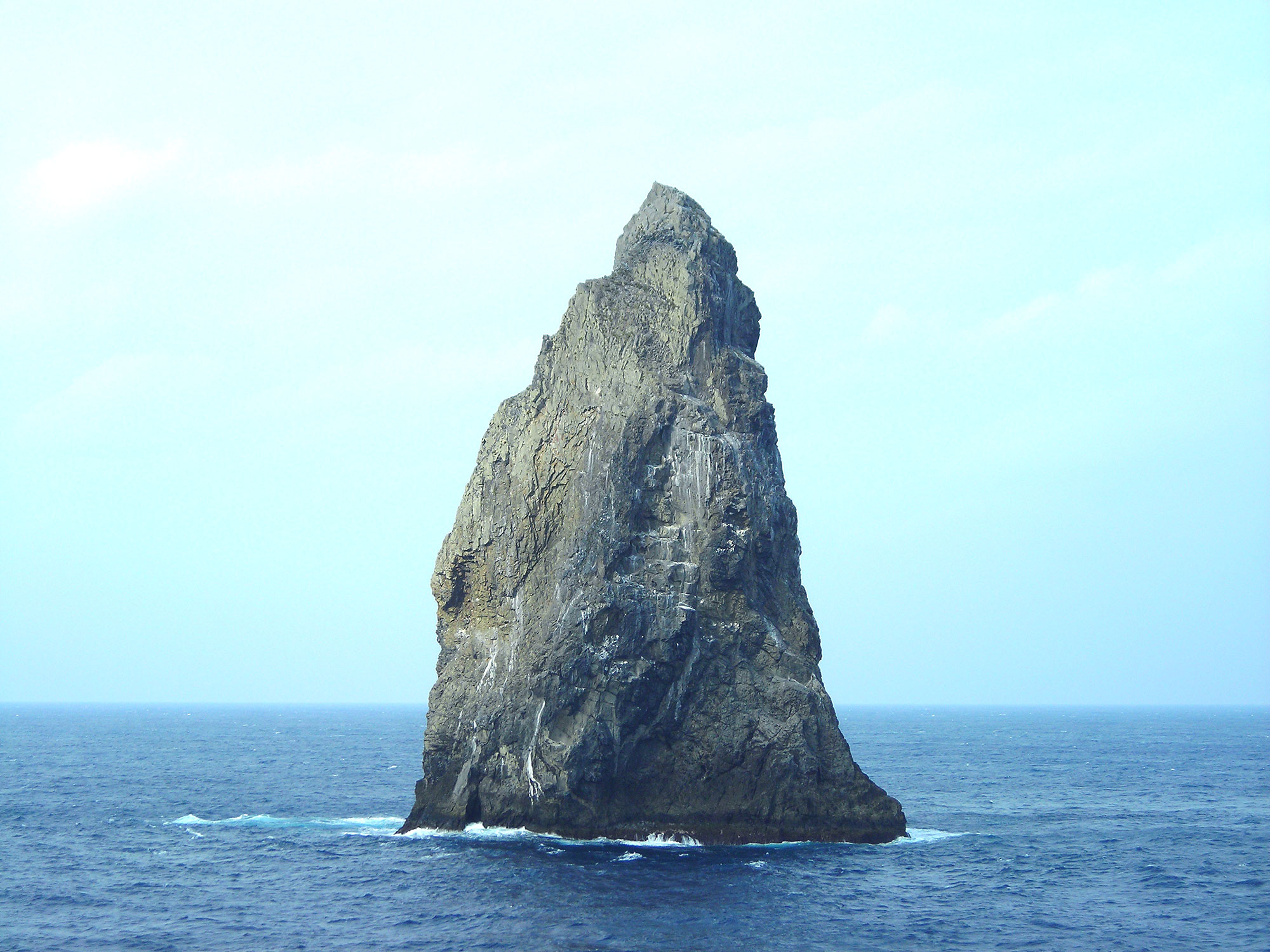
孀婦岩

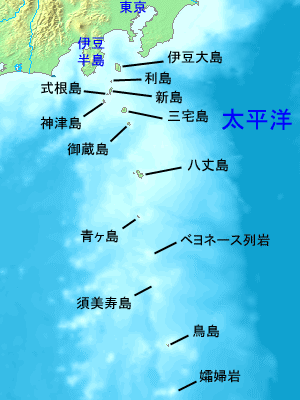
孀婦岩在伊豆群島的位置

孀婦岩（日語：孀婦岩）是一個位於菲律賓海的火山荒島，該島距離日本東京都約650公里，是伊豆群島中最南方的島嶼。該島是座玄武岩海蝕柱，亦為一破火山口。島高約99公尺。距離該島最近的島嶼為鳥島，距離約76公里。島上的植物以禾本科為主，動物以海鳥為主。